# Maralappanahalli, Sidlaghatta
Maralappanahalli là một làng thuộc tehsil Sidlaghatta, huyện Chikkaballapur, bang Karnataka, Ấn Độ.